# Wanderer (album)
Wanderer är det tyska melodisk death metal-bandet Heaven Shall Burns åttonde studioalbum, utgivet i september 2016 på Century Media Records och i Japan på Chaos Reigns.
Albumet är bandets första med trummisen Christian Bass, som ersatte avhoppade Matthias Voigt. Nick Hipa och Frank "Blackfire" Gosdzik från As I Lay Dying respektive Sodom bidrog med gitarrspel och George "Corpsegrinder" Fisher från Cannibal Corpse med gästsång.
En musikvideo spelades in till "Passage of the Crane".

## Låtlista
1. "The Loss of Fury" – 2:21
2. "Bring the War Home" – 4:20
3. "Passage of the Crane" – 3:57
4. "They Shall Not Pass" – 5:32
5. "Downshifter" – 5:59
6. "Prey to God" – 3:08
7. "Agent Orange" (Sodom-cover) – 6:08
8. "My Heart Is My Compass" (instrumental) – 1:10
9. "Save Me" – 4:57
10. "Corium" – 5:27
11. "Extermination Order" – 3:20
12. "A River of Crimson" – 4:47
13. "The Cry of Mankind" (My Dying Bride-cover) – 7:34

## Medverkande
Musiker
- Marcus Bischoff – sång
- Maik Weichert – gitarr
- Alexander Dietz – gitarr
- Eric Bischoff – basgitarr
- Christian Bass – trummor

Bidragande musiker
- René Liedtke – gitarr, sång
- George "Corpsegrinder" Fisher – sång
- Aðalbjörn Tryggvason – sång
- Nick Hipa – gitarr
- Frank Blackfire – gitarr
- Katharina Radig – sång

Produktion
- Alexander Dietz – producent, inspelningstekniker
- Maik Weichert	– producent
- Bengt Jaeschke – inspelningstekniker
- Eike Freese – trumtekniker
- Tue Madsen – mixning, mastering
- Carsten Drescher – design, layout
- Jean-Emmanuel Simoulin – design
- Christian Thiele – foto